# Aprilia SL 1000 Falco
Die Aprilia SL 1000 Falco ist ein teilverkleidetes Motorrad des italienischen Zweiradherstellers Aprilia, das von 1999 bis 2003 im italienischen Noale produziert wurde. Der Sporttourer wurde 1999 auf der Zweiradmesse EICMA in Mailand präsentiert. Die Verkaufsbezeichnung Falco ist das italienische Wort für Falke (ein Greifvogel).

## Konstruktion
Der als Rotax V990 bezeichnete Viertaktmotor wurde vom österreichischen Motorhersteller Rotax produziert und ist die weiterverwendete frühe Motorvariante des Superbikes Aprilia RSV Mille in ihrer ersten Version ME von 1998 bis 2000. In der Aprilia Falco wurde dieser Motor fast unverändert mit den gleichen Leistungsdaten übernommen, während die RSV Mille im Jahr 2001 eine leicht überarbeitete, leistungsstärkere Version mit 95 kW (129 PS) erhielt (Motorcode RP mit größerem Ventildurchmesser).
Der Motor der Aprilia Falco (Motorcode PA) erhielt eine 2-in-2 Abgasanlage mit zwei Endtöpfen sowie ein gegenüber dem Motorcode ME leicht geändertes Kennfeld der Saugrohreinspritzung zugunsten eines höheren Drehmoments im unteren und mittleren Drehzahlbereich. Weiterhin wurde gegenüber den Motoren der RSV Mille die Schaltdrehrichtung im Inneren des Motors umgedreht, da der weiter vorne liegende Fußschalthebel der Falco über eine Umlenkung an die Getriebeschaltwelle geführt wird.

### Antrieb
Der flüssigkeitsgekühlte Zweizylindermotor erzeugt in der Serienversion für die EU aus 998 cm³ Hubraum eine Nennleistung von 86,5 kW (118 PS) und ein maximales Drehmoment von 101 Nm bei einer Drehzahl von 7250 min−1. Der quer eingebaute V-Motor hat einen Zylinderwinkel von 60 Grad. Die zwei Zylinder haben eine Bohrung von 97 mm Durchmesser, die Kolben einen Hub von 67,5 mm. Das Verdichtungsverhältnis des Viertaktmotors beträgt 10,8:1. Zwei Ausgleichswellen reduzieren Vibrationen. Der Drehzahlbegrenzer setzt bei einer Drehzahl von 10.500/min ein. Jeder Zylinderkopf hat zwei kettengetriebene, obenliegende Nockenwellen, welche über Tassenstößel zwei Einlass- und zwei Auslassventile ansteuern.
Das Motorrad beschleunigt in 3,2 Sekunden von 0 auf 100 km/h und erreicht laut Fahrzeugschein eine Höchstgeschwindigkeit von 255 km/h.

### Elektrische Anlage
Die Starterbatterie hat eine Kapazität von 12 Amperestunden und versorgt den elektrischen Anlasser. Der zentral im Veglia Borletti Cockpit angeordnete, analoge Drehzahlmesser hat zu beiden Seiten eine Flüssigkristallanzeige. Die Cockpiteinheit wurde von der Aprilia RSV Mille bzw. der Aprilia RS250 übernommen. Integriert wurden elektronische Hilfsfunktionen wie ein einstellbarer Schaltblitz, ein Laptimer mit Speicher für Rundenzeiten, zweifacher Tageskilometerzähler sowie Wassertemperatur- und Spannungsanzeige.

### Kraftstoffversorgung
Die Gemischbildung erfolgt durch eine computergesteuerte Denso-Saugrohreinspritzung. Der Kraftstofftank hat ein Volumen von 21 Liter, davon sind 4,5 Liter Reserve. Der durchschnittliche Kraftstoffverbrauch beträgt 7,5 Liter auf 100 km. Die theoretische Reichweite beträgt 250 km. Der Hersteller empfiehlt die Verwendung von bleifreiem Motorenbenzin mit einer Klopffestigkeit von mindestens 95 Oktan. Die 2-in-2-Auspuffanlage mündet in zwei Endschalldämpfer zu beiden Seiten des Hinterrads. Eine Abgasnachbehandlung erfolgt in den für den Deutschen Markt vorgesehenen Versionen nicht.

### Motorsteuerung
Die Motorsteuerung erfolgt sowohl für die Zündung als auch die Einspritzung über ein zentrales, im Heckbereich montiertes Bombardier-Rotax Motorsteuergerät.
Analog den RSV Mille ME und RP Motoren bis 2003, bzw. Aprilia Tuono RP bis 2005 wurde das Bombardier-Rotax Motorsteuergerät ab Werk mit zwei Motorsteuerungskennfeldern ausgeliefert, die auf einem EPROM gespeichert sind. Die ab Werk aktivierte erste Kennlinie ist geeignet für den zulassungskonformen Betrieb mit der werksseitig montierten Ansaugluftrestriktorplatte im Luftfiltergehäuse. Durch Entfernen dieser Luftzufuhrdrossel und die Trennung eines Kabels am Motorsteuergerät (Kabel / PIN 16 am Hauptstecker) läuft der Motor durch eine etwas fettere Gemischabstimmung des zweiten Motorkennfelds mit leicht spürbarer Mehrleistung und gleichmäßigerer Leistungsentfaltung um die Normmessdrehzahl im mittleren Drehzahlbereich. Eine zusätzliche Drosselung zum Erreichen der Euro 1 Lautstärke- und Abgasnormen wie z. B. über eine Auspuffblende war bei der Aprilia Falco im Gegensatz zur Aprilia RSV Mille (ME) nicht nötig.

### Fahrwerk und Bremsen
Die Falco hat eine kantige Halbschalenverkleidung. Der Motorradrahmen besteht aus zwei übereinander angeordneten, dünnen Leichtmetallstücken. Der Brückenrahmen besteht aus Aluminium. Eine Upside-Down-Gabel mit 53 mm Standrohrdurchmesser von Showa führt das Vorderrad (Modelljahrgänge 2003–2004 erhielten zum Teil Marzocchi USD-Gabeln, diese waren nicht in Deutschland erhältlich).
Zwei halbschwimmend gelagerte gelochte 320-mm-Scheibenbremsen verzögern das Vorderrad über Vier-Kolben-Bremssättel. An der Hinterradschwinge dämpft ein Federbein von Sachs, das sich in Federvorspannung und Zugstufendämpfung einstellen lässt, die Verzögerung des Hinterrades erfolgt über eine fest verbaute, gelochte Scheibenbremse mit Zwei-Kolben-Bremssattel.
Sowohl das komplette Bremssystem mit Bremspumpen, Scheiben und Bremssätteln als auch die Kupplungspumpe sowie die beiden Aluminiumfelgen stammen vom Zulieferer Brembo. Als Bremsleitungen wurde spezielle hochfeste Verbundwerkstoffkonstruktionen der deutschen Firma Freudenberg verwendet, deren Eigenschaften Stahlflexleitungen ähneln.
Das Trockengewicht beträgt 190 kg, fahrbereit wiegt sie 222 kg. Die hydraulisch betätigte Ölbad-Rutschkupplung hat eine Vorrichtung, welche durch Unterdruck aus dem Ansaugtrakt im Motorschiebebetrieb aktiviert wird und die Funktion einer Anti-Hopping-Kupplung hat, um ein Stempeln des Hinterrads beim scharfen Bremsen zu verhindern.

### Marktsituation
Die Falco war weder so radikal ausgelegt wie die „Renn-Replica“ Mille, noch war sie ein klassischer Sporttourer wie die Aprilia RST 1000 Futura. Sie war eher wie ein sehr sportlicher Roadster konzipiert. Motorräder mit vergleichbarer Motorcharakteristik und Fahrwerksgeometrie waren die Suzuki TL1000 und die Ducati ST4. Zum Verkaufsstart kostete das Motorrad in Deutschland 19.990 DM. Obwohl sich die Falco als zuverlässiges und leistungsstarkes Sportmotorrad bewährte, waren die Verkaufszahlen enttäuschend, so dass die Produktion bereits nach vier Jahren eingestellt wurde. Aprilia Deutschland stellte den Import bereits gegen Ende des zweiten Modelljahres 2002 ein, die Bestandsfahrzeuge dieser Modelljahre waren noch einige Zeit offiziell in Deutschland erhältlich und blieben im Programm, während in anderen Märkten die vor allem farblich überarbeiteten Modelljahrgänge 2003 und 2004 angeboten wurden.

## Kritiken
„Laufkultur ist nicht gerade die Paradedisziplin des Aprilia-Twins mit 60 Grad Zylinderwinkel, bei dem vor allem das Kettenpeitschen und die störrische Leistungsentfaltung unter 3000/min ziemlich nervt. Doch auch in höheren Drehzahlregionen macht sich der hemdsärmlige Motor durch deutliche Vibrationen in den Lenkerhälften, Sitzbank und Fußrasten bemerkbar.“

„Die Falco mag ja vom Werk her als Sporttourer gedacht sein, ein 176 cm großer Fahrer kann das „tourer“ aber getrost streichen. Die Sitzposition auf der Falco ist eindeutig sportlich - mehr Sportlichkeit braucht im realen Leben kein Mensch. […] Der Motor läuft bei niedrigen Drehzahlen ruppig rau, die Kupplungshand ruft im Stau nach einer Pause. Kleine Fahrer kommen nur schlecht auf den Boden, die sportliche Sitzposition lässt die Handgelenke schmerzen.“

“Less is sometimes more. By making its roadster less extreme than the RSV Mille sportster it's based on, Aprilia broadened its appeal and produced a motorcycle that's both easier and more fun to ride.”

„Weniger ist manchmal mehr. Indem der Roadster weniger extrem als die RSV Mille, auf der sie basiert, ausgelegt ist, erweitert Aprilia dessen Reiz und schafft ein Motorrad, das leichter und vergnüglicher zu fahren ist.“